# Cousinia buphtalmoides
Cousinia buphtalmoides là một loài thực vật có hoa trong họ Cúc. Loài này được Regel mô tả khoa học đầu tiên năm 1867.